# Назаровка (Кировоградская область)
Наза́ровка (укр. Назарівка) — село в Соколовской сельской общине Кропивницкого района Кировоградской области Украины.
Население по переписи 2001 года составляло 300 человек. Почтовый индекс — 27642. Телефонный код — 522. Код КОАТУУ — 3522584801.